# Rossano Pecoraro
Rossano Pecoraro, né à Salerne le 5 juillet 1971, est un historien de la philosophie et philosophe italo-brésilien.

## Biographie
Licencié en philosophie à l'université de Salerne (thèse sur la Philosophie du voyeur de Emil Cioran) et docteur en philosophie contemporaine à la Pontificale Université Catholique de Rio de Janeiro (thèse sur les relations entre nihilisme, néant et négation). Au cours des dernières années italienne il organise deux expositions d'art contemporain, à Ravello à partir d´une perspective métaphysique et de révolte avec les artistes: Domenico Palladino, Xante Battaglia Jan Knap, Giordano Montorsi, Vettor Pisani, Iler Meliori, Omar Galliani. Actuellement il est professeur du Département de philosophie de l'Universidade Federal do Estado do Rio de Janeiro (UNIRIO), directeur de la Revue internationale de philosophie contemporaine Quadranti ,et directeur du « Laboratoire de philosophie morale et politique », dédié à Gerardo Marotta, fondateur et président de l'Institut italien pour les études philosophiques (IISF) de Naples.

## Parcours intellectuel
Influencé par les grands classiques de la littérature et de la philosophie européenne, parmi lesquels de nombreux auteurs français (Charles Baudelaire, Stéphane Mallarmé, Jacques Derrida, Michel Foucault, Emil Cioran,, Albert Caraco (écrivain), Jacques Lacan, Jean-Paul Sartre, Jean-Luc Nancy) Pecoraro élabore une philosophie négative et suicidaire fondée, d'une manière paradoxale, sur la responsabilité et l'action de une "subjectivité tragique-nihiliste". En suivant la perspective se transforme : Pecoraro critique la « rhétorique démocratique » et la notion de démocratie dans la pensée contemporaine et dénonce le « fascisme (social) de la gauche » avec l'objectif d'examiner la possibilité d'une transformation de la pensée philosophique de la gauche e du concept de « politique » à travers une philosophie du devoir post-Aufklärung.

## Œuvres principales
- (it) La filosofia del voyeur : estasi e scrittura in Emile Cioran, Salerne-Napoli, Il Sapere, 1999, 163 p. (ISBN 88-8119-075-3).
- A Filosofia em chamas, Porto Alegre EDIPUCRS, 2004,  (ISBN 8574304530).
- Cosa resta della Filosofia Contemporanea?. In: Quadranti - Rivista Internazionale di Filosofia Contemporanea, v. I, 2013,  (ISSN 2282-4219).
- Du Droit à la Justice: Derrida et Vattimo. In: Luca Scarantino. (Org.). Contemporary Philosophy (Twenty-First World Congress of Philosophy - Istanbul), 2007, v. 11.
- Metafisica e poesia nel pensiero di Maria Zambrano. Metafisica 2003 (Metaphysics 2003). Rome, Fondazione Idente, 2006,  (ISBN 9788895316314).
- Justicia, Derecho y Violencia. Notas. In: Daniel Mariano Leiro; Carlos Muñoz Gutiérrez, Victor Rivera. (Org.). Ontología del Declinar. Buenos Aires: Biblos, 2009,  (ISBN 9789507867712).
- Analíticos ou Continentais: uma introdução à filosofia contemporânea, Rio de Janeiro: 7Letras/CAPES, 2013.
- Filosofia contemporânea. Niilismo, política, estética, São Paulo: Loyola, 2008,  (ISBN 85-15-03134-5).
- Niilismo. Rio de Janeiro: Zahar Editor, 2007,  (ISBN 9788537800171).
- Filosofia da História. Rio de Janeiro: Zahar, 2009,  (ISBN 9788537801574).
- Os filósofos - Clássicos da filosofia. (3 volumes), Rio de Janeiro/Petrópolis: Editora PUC-Rio/Editora Vozes, 2009,  (ISBN 8532637809).
- Cenários da Filosofia contemporânea: fim da pós-modernidade e new realism?. In: Marcelo Carvalho; Horacio Luján Martínez. (Org.). Ética e política contemporânea (Coleção XVI Encontro ANPOF). São Paulo: Editora ANPOF, 2015, v. 8,  (ISBN 9788588072343).
- O discurso filosófico-libertário do inadequado Dr. H. In: Ricardo Timm; Norman Masdaraz; Ana Lisboa de Mello. (Org.). Filosofia e Literatura - Encontros contemporâneos. 1ed.Porto Alegre: Gradiva, 2016,  (ISBN 9788568858035)
- Da justiça e da moral. Ou da resistência contemporânea diante do Tribunal dos Direitos. In: Andre Luiz Neiva; Douglas Orben. (Org.). Atas do PPGFIL, Porto Alegre: Editora FI, 2015, v. 2,  (ISBN 9788566923766).
- O sentimento do Nada: Giacomo Leopardi e María Zambrano. In: Luiz Carlos Bombassaro; Silvina Paula Vidal. (Org.). Latinidade da América Latina - enfoques filosóficos e culturais. São Paulo: Editora Hucitec, 2010, v. 3,  (ISBN 9788560438761).